# Archipiélago Ártico Canadiense
El archipiélago Ártico Canadiense, a veces llamado simplemente archipiélago Ártico, es un archipiélago de Canadá situado en el extremo norte del continente americano. Con una superficie de alrededor de 1 424 500 km², comprende una gran parte del norte de Canadá, que administrativamente pertenece a Nunavut y parte a los Territorios del Noroeste. Comprende 36 563 islas, y tres de sus islas —isla de Ellesmere, isla Victoria e isla de Baffin— están entre las diez mayores del mundo.

## Geografía
El archipiélago se extiende casi 2400 km en dirección este-oeste y 1900 kilómetros en dirección sur-norte, desde la costa continental de América del Norte hasta cabo Columbia, el punto más al norte de la isla Ellesmere. Está limitado, al oeste por el mar de Beaufort; al norte, por el océano Ártico; al este, por Groenlandia, la bahía de Baffin y el estrecho de Davis; y, al sur, por la bahía de Hudson y la costa continental canadiense. Las distintas islas están separadas unas de otras y del continente por una serie de pasajes, estrechos o ensenadas de mar, conocidos colectivamente como el paso del Noroeste. Dos grandes penínsulas continentales, la península de Boothia y la península de Melville, que se internan en dirección bastante entre las islas a menudo se consideran geográficamente parte del archipiélago. 
Tras Groenlandia, el archipiélago es la mayor área de tierra emergida en el ártico. Su clima es polar ártico, y su vegetación consiste en tundra, excepto en las áreas montañosas. La mayoría de las islas están deshabitadas y en las habitadas, los asentamientos son muy pequeños y dispersos, correspondiendo en su mayoría a pueblos costeros de los inuit situados en las islas del sur del archipiélago. 
El archipiélago se divide entre el territorio autónomo de Nunavut y losEl archipiélago se extiende casi 2400 km en dirección este-oeste y 1900 kilómetros en dirección sur-norte, desde la costa continental de América del Norte hasta cabo Columbia, el punto más al norte de la isla Ellesmere. Está limitado, al oeste por el mar de Beaufort; al norte, por el océano Ártico; al este, por Groenlandia, la bahía Baffin y el estrecho de Davis; y, al sur, por la bahía Hudson y la costa continental canadiense. Las distintas islas están separadas unas de otras y del continente por una serie de pasajes, estrechos o ensenadas de mar, conocidos colectivamente como el Paso del Noroeste. Dos grandes penínsulas continentales, la península de Boothia y la península de Melville, que se internan en dirección bastante entre las islas a menudo se consideran geográficamente parte del archipiélago.
Tras Groenlandia, el archipiélago es la mayor área de tierra emergida en el ártico. Su clima es polar ártico, y su vegetación consiste en tundra, excepto en las áreas montañosas. La mayoría de las islas están deshabitadas y en las habitadas, los asentamientos son muy pequeños y dispersos, correspondiendo en su mayoría a pueblos costeros de los inuit situados en las islas del sur del archipiélago.
El archipiélago se divide entre el territorio autónomo de Nunavut y los Territorios del Noroeste; la mayoría de las islas pertenecen a Nunavut, pero las partes del archipiélago situadas al norte del paralelo 70° N y al oeste del meridiano 110° O pertenecen a los Territorios del Noroeste. Algunas islas están divididas entre ambos territorios (como isla Victoria, isla Melville, isla Mackenzie King e isla Borden) de las islas pertenecen a Nunavut, pero las partes del archipiélago situadas al norte del paralelo 70° N y al oeste del meridiano 110° O pertenecen a los Territorios del Noroeste.asdfghjkloiuytre Algunas islas están divididas entre ambos territorios (como isla Victoria, isla Melville, isla Mackenzie King e isla Borden). info realEl archipiélago se extiende casi 2400 km en dirección este-oeste y 1900 kilómetros en dirección sur-norte, desde la costa continental de América del Norte hasta cabo Columbia, el punto más al norte de la isla Ellesmere. Está limitado, al oeste por el mar de Beaufort; al norte, por el océano Ártico; al este, por Groenlandia, la bahía Baffin y el estrecho de Davis; y, al sur, por la bahía Hudson y la costa continental canadiense. Las distintas islas están separadas unas de otras y del continente por una serie de pasajes, estrechos o ensenadas de mar, conocidos colectivamente como el Paso del Noroeste. Dos grandes penínsulas continentales, la península de Boothia y la península de Melville, que se internan en dirección bastante entre las islas a menudo se consideran geográficamente parte del archipiélago.
Tras Groenlandia, el archipiélago es la mayor área de tierra emergida en el ártico. Su clima es polar ártico, y su vegetación consiste en tundra, excepto en las áreas montañosas. La mayoría de las islas están deshabitadas y en las habitadas, los asentamientos son muy pequeños y dispersos, correspondiendo en su mayoría a pueblos costeros de los inuit situados en las islas del sur del archipiélago.
El archipiélago se divide entre el territorio autónomo de Nunavut y los Territorios del Noroeste; la mayoría de las islas pertenecen a Nunavut, pero las partes del archipiélago situadas al norte del paralelo 70° N y al oeste del meridiano 110° O pertenecen a los Territorios del Noroeste. Algunas islas están divididas entre ambos territorios (como isla Victoria, isla Melville, isla Mackenzie King e isla Borden)

## Historia
Las reclamaciones territoriales británicas sobre las islas se basaban en las exploraciones alrededor de la década de 1570 de Martin Frobisher. La soberanía canadiense, inicialmente (1870-80) solo en partes de islas de la cuenca Foxe, la bahía de Hudson y el estrecho de Hudson, no se estableció en todas ellas hasta 1880, con la transferencia de Gran Bretaña a Canadá de las restantes islas. El distrito de Franklin fue establecido en 1895, incluyendo a casi todas las islas del archipiélago. El distrito se disolvió con la creación del territorio de Nunavut en 1999.

## Soberanía
Canadá reivindica la soberanía de un sector que se extiende hasta el Polo Norte, una soberanía no reconocida universalmente. Además, Canadá alega que todos los pasajes marítimos entre las islas del archipiélago son sus aguas interiores, mientras que EE. UU. y otros países sostienen que son aguas internacionales. Estos desacuerdos sobre el Paso del Noroeste han planteado problemas sobre la aplicación de la legislación ambiental, la seguridad nacional y sobre la soberanía en general. 
La isla Hans, en el estrecho de Nares, entre isla de Ellesmere, al este y Groenlandia, al oeste, ha estado en disputa entre Canadá y Dinamarca. Esta disputa se solucionó en 2022, partiendo la isla entre los dos estados.

## Islas
El archipiélago comprende 94 islas principales (con una superficie superior a 130 km²) —de ellas tres entre las diez islas más grandes del mundo y seis entre las treinta más grandes— y 36 469 islas menores.
| Ranking | Ranking | Ranking |                            |                          |                                    | Área    | Población |
| Mundo   | Canadá  | Grupo   | Nombre de la isla          | Grupo                    | Provincia (o territorio)           | km²     | (2001)    |
| 005     | CAN-01  | 01      | Isla de Baffin             | -                        | Nunavut                            | 507 451 | 9563      |
| 009     | CAN-02  | 02      | Isla Victoria              | -                        | Territorios del Noroeste · Nunavut | 217 291 | 1707      |
| 010     | CAN-03  | 03      | Isla de Ellesmere          | Islas de la Reina Isabel | Nunavut                            | 196 236 | 168       |
| 024     | CAN-05  | 04      | Isla de Banks              | -                        | Territorios del Noroeste           | 70 028  | 114       |
| 027     | CAN-06  | 05      | Isla Devon                 | Islas de la Reina Isabel | Nunavut                            | 55 247  | 0         |
| 032     | CAN-07  | 06      | Isla Axel Heiberg          | Islas Sverdrup           | Nunavut                            | 43 178  | \| 0      |
| 033     | CAN-08  | 07      | Isla Melville              | Islas de la Reina Isabel | Territorios del Noroeste · Nunavut | 42 149  | 0         |
| 034     | CAN-09  | 08      | Isla Southampton           | -                        | Nunavut                            | 41 214  | 721       |
| 040     | CAN-10  | 09      | Isla del Príncipe de Gales | -                        | Nunavut                            | 33 339  | 0         |
| 046     | CAN-12  | 10      | Isla Somerset              | -                        | Nunavut                            | 24 786  | 0         |
| 054     | CAN-13  | 11      | Isla de Bathurst           | Islas de la Reina Isabel | Nunavut                            | 16 042  | 0         |
| 055     | CAN-14  | 12      | Isla Prince Patrick        | Islas de la Reina Isabel | Territorios del Noroeste           | 15 848  | 0         |
| 061     | CAN-15  | 13      | Isla del Rey Guillermo     | -                        | Nunavut                            | 13 111  | 960       |
| 069     | CAN-16  | 14      | Isla Ellef Ringnes         | Islas Sverdrup           | Nunavut                            | 11 295  | 0         |
| 072     | CAN-17  | 15      | Isla Bylot                 | -                        | Nunavut                            | 11 067  | 0         |
| 078     | CAN-19  | 16      | Isla del Príncipe Carlos   | -                        | Nunavut                            | 9521    | 0         |
| 096     | CAN-21  | 17      | Isla Cornwallis            | Islas de la Reina Isabel | Nunavut                            | 6995    | 215       |
| 107     | CAN-24  | 18      | Isla Coats                 | -                        | Nunavut                            | 5498    | 0         |
| 111     | CAN-25  | 19      | Isla Amund Ringnes         | Islas Sverdrup           | Nunavut                            | 5255    | 0         |
| 115     | CAN-26  | 20      | Isla Mackenzie King        | Islas de la Reina Isabel | Nunavut · Territorios del Noroeste | 5048    | 0         |
| 128     | CAN-27  | 21      | Isla Stefansson            | -                        | Nunavut                            | 4463    | 0         |
| 159     | CAN-28  | 22      | Isla Mansel                | -                        | Nunavut                            | 3180    | 0         |
| 164     | CAN-29  | 23      | Isla Akimiski              | -                        | Nunavut                            | 3001    | 0         |
| 171     | CAN-30  | 24      | Isla Borden                | Islas de la Reina Isabel | Nunavut · Territorios del Noroeste | 2794    | 0         |
| 185     | CAN-33  | 25      | Isla Cornwall              | Islas de la Reina Isabel | Nunavut                            | 2258    | 0         |
| 196     | CAN-35  | 26      | Isla Richards              | -                        | Territorios del Noroeste           | 2165    | 0         |
| 226     | CAN-37  | 27      | Isla Air Force             | -                        | Nunavut                            | 1 720   | 0         |
| 245     | CAN-38  | 28      | Isla Flaherty              | Islas Belcher            | Nunavut                            | 1585    | 744       |
| 249     | CAN-39  | 29      | Isla Eglinton              | Islas de la Reina Isabel | Territorios del Noroeste           | 1541    | 0         |
| 265     | CAN-40  | 30      | Isla Graham (Nunavut)      | Islas de la Reina Isabel | Nunavut                            | 1378    | 0         |
| 267     | CAN-42  | 31      | Isla Nottingham            | -                        | Nunavut                            | 1372    | 0         |
| 273     | CAN-43  | 32      | Isla Lougheed              | Islas de la Reina Isabel | Nunavut                            | 1308    | 0         |
| 294     | CAN-44  | 33      | Isla Byam Martin           | Islas de la Reina Isabel | Nunavut                            | 1150    | 0         |
| 297     | CAN-45  | 34      | Isla Wales                 | -                        | Nunavut                            | 1137    | 0         |
| 298     | CAN-46  | 35      | Isla Vanier                | Islas de la Reina Isabel | Nunavut                            | 1126    | 0         |
| 306     | CAN-47  | 36      | Isla Rowley                | Islas de la Reina Isabel | Nunavut                            | 1090    | 0         |
| 311     | CAN-48  | 37      | Isla Cameron               | Islas de la Reina Isabel | Nunavut                            | 1059    | 0         |
| 319     | CAN-49  | 38      | Isla Resolución            | -                        | Nunavut                            | 1015    | 0         |
| 320     | CAN-50  | 39      | Isla Vansittart            | -                        | Nunavut                            | 1010    | 0         |